# سمكة بابل (موقع)
سمكة بابل (بالإنجليزية: Babel Fish)‏ برنامج شبكي من ألتافيستا (تتبع ياهو! منذ 9 مايو 2008) يقوم ببترجمة آلية للنصوص وصفحات المواقع بين عدة لغات.
في مايو 2012 استبدل بمترجم مايكروسوفت، الذي تم إعادة توجيه الاستعلامات إليه.
استخدمت كلمة بابل في إشارة إلى وصف الكتاب المقدس لمدينة بابل واللغات المختلفة التي نشأت فيها. وسمكة بابل إشارة لحيوان خيالي في مسلسل دوغلاس آدمز دليل المسافر إلى المجرة.
تقدم تقنية الترجمة شركة سيستران، وتوفر الترجمة بين الإنجليزية والصينية المبسطة والصينية التقليدية والهولندية والفرنسية والألمانية واليونانية والإيطالية واليابانية والكورية والبرتغالية والروسية والإسبانية.
لا يدعي الموقع توفير ترجمة كاملة، لكن يعطي فكرة عن النص. الترجمات أفضل فيما بين اللغات الأوروبية.

## وصلات خارجية
- الموقع الرسمي
- صفحة مؤرشفة لموقع سمكة بابل